# Naturschutzgebiet Orketal

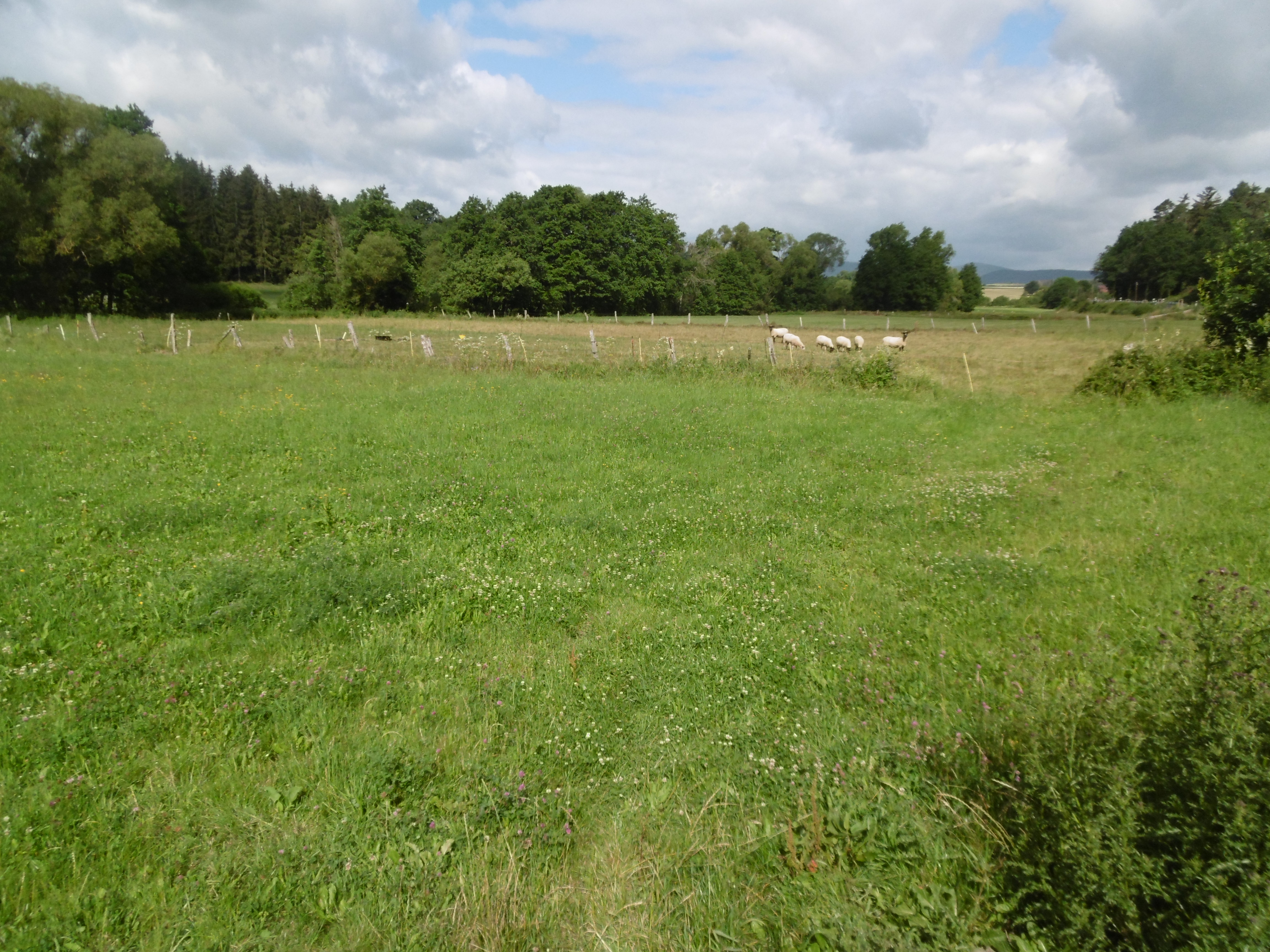
NSG Orketal kurz vor Landesgrenze

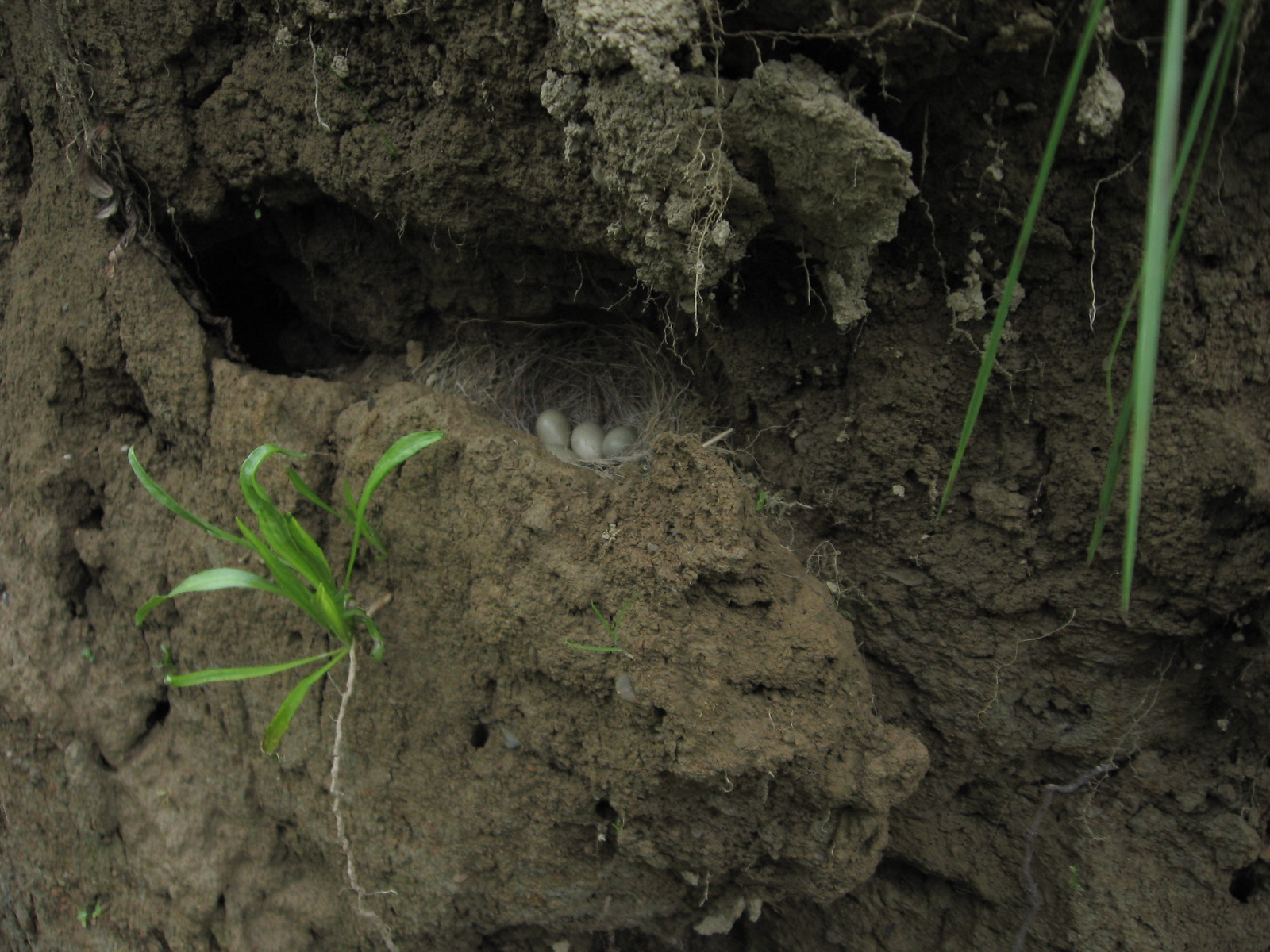
Gebirgsstelzen-Nest an einem Uferabbruch im NSG

Das Naturschutzgebiet Orketal mit einer Größe von 197,92 ha liegt im Stadtgebiet von Medebach. Es wurde 1999 von der Bezirksregierung Arnsberg ausgewiesen. 2003 wurde es mit dem Landschaftsplan Medebach durch den Hochsauerlandkreis erneut als Naturschutzgebiet (NSG) ausgewiesen. Das NSG ist Teil des Europäischen Vogelschutzgebietes Medebacher Bucht (DE-4717-401). Das NSG gehört auch zum FFH-Gebiet Waldreservat Glindfeld-Orketal. Das NSG geht von der Stadtgrenze Medebachs zu Winterberg bis zur Stadtgrenze nach Lichtenfels. Das Naturschutzgebiet Orketal teilt im westlichen Stadtgebiet von Medebach das direkt anschließende Naturschutzgebiet Waldreservat Glindfeld (Medebach) in zwei Teilflächen. Das Dorf Medelon teilt das NSG in zwei Teilflächen.

## Gebietsbeschreibung
Im NSG handelt es sich um den Fluss Orke. Zum NSG gehören auch Grünlandflächen der Aue. Im Gebiet brüten Arten wie Eisvogel und Gebirgsstelze.

## Tier- und Pflanzenarten im NSG
Auswahl vom Landesamt für Natur, Umwelt und Verbraucherschutz Nordrhein-Westfalen im Schutzgebiet dokumentierter Tierarten: Bachforelle, Bachstelze, Blaugrüne Mosaikjungfer, Blaumeise, Brauner Grashüpfer, Braunkehlchen, Bunter Grashüpfer, Eisvogel, Gartenbaumläufer, Gartengrasmücke, Gebirgsstelze, Gebänderte Prachtlibelle, Gemeiner Grashüpfer, Goldammer, Grauschnäpper, Kleinspecht, Mönchsgrasmücke, Nachtigall-Grashüpfer, Neuntöter, Ringelnatter, Rotkehlchen, Stockente, Sumpfrohrsänger, Wasseramsel, Weidenjungfer, Weidenmeise, Zaunkönig und Zwitscherschrecke.
Auswahl vom Landesamt im Gebiet dokumentierter Pflanzenarten: Acker-Glockenblume, Acker-Hornkraut, Acker-Witwenblume, Aronstab, Arznei-Engelwurz, Aufgeblasenes Leimkraut, Bach-Nelkenwurz, Bachbunge, Besenginster, Besenheide, Bitteres Schaumkraut, Bittersüßer Nachtschatten, Blutwurz, Breitblättrige Glockenblume, Breitblättriger Dornfarn, Breitblättriger Thymian, Breitblättriger Rohrkolben, Breitblättriges Knabenkraut, Breit-Wegerich, Brennender Hahnenfuß, Buchenfarn, Dornige Hauhechel, Echte Nelkenwurz, Echter Baldrian, Echter Wurmfarn, Echtes Johanniskraut, Echtes Labkraut, Echtes Mädesüß, Echtes Springkraut, Frauenfarn, Fuchssches Greiskraut, Gänseblümchen, Gamander-Ehrenpreis, Gefleckte Taubnessel, Geflecktes Johanniskraut, Gegenblättriges Milzkraut, Gelbe Schwertlilie, Gelbe Teichrose, Gemeiner Hohlzahn, Gewöhnliche Goldnessel, Gewöhnliche Kreuzblume, Gewöhnliche Pestwurz, Gewöhnliche Schuppenwurz, Gewöhnlicher Dornfarn, Gewöhnlicher Tüpfelfarn, Gewöhnliches Ferkelkraut, Gewimpertes Kreuzlabkraut, Gras-Sternmiere, Große Klette, Große Sternmiere, Großer Wiesenknopf, Großes Hexenkraut, Gundermann, Hain-Sternmiere, Harzer Labkraut, Heidelbeere, Herbstzeitlose, Hunds-Veilchen, Kleine Bibernelle, Kleine Braunelle, Kleine Wasserlinse,  Kleiner Baldrian, Kleiner Klappertopf, Kleiner Wiesenknopf, Kleines Habichtskraut, Kletten-Labkraut, Kohldistel, Kratzbeere, Kriechende Hauhechel, Kriechender Günsel, Kuckucks-Lichtnelke, Körner-Steinbrech, Magerwiesen-Margerite, Mauerlattich, Moor-Labkraut, Moschus-Malve, Pfennigkraut, Quell-Sternmiere, Quellen-Hornkraut, Roter Fingerhut, Rundblättrige Glockenblume, Ruprechtskraut, Salbei-Gamander, Scharbockskraut, Schlangen-Knöterich, Schmalblättriges Weidenröschen, Schmalblättriges Wollgras, Schwarze Teufelskralle, Schwarzfrüchtiger Zweizahn, Schönes Frauenhaarmoos, Spitzlappiger Frauenmantel, Sumpf-Dotterblume, Sumpf-Labkraut, Sumpf-Pippau, Sumpf-Schachtelhalm, Sumpf-Storchschnabel, Sumpf-Vergissmeinnicht, Sumpf-Weidenröschen, Sumpf-Ziest, Teich-Schachtelhalm, Teufelsabbiss, Trollblume, Ufer-Wolfstrapp, Vogel-Wicke, Wald-Ehrenpreis, Wald-Engelwurz, Wald-Storchschnabel, Wald-Ziest, Wasser-Minze, Wasserpfeffer, Weiße Pestwurz, Weißes Labkraut, Wiesen-Bocksbart, Wiesen-Bärenklau, Wiesen-Flockenblume, Wiesen-Kerbel, Wiesen-Kümmel, Wiesen-Labkraut, Wiesen-Pippau, Wiesen-Platterbse, Wiesen-Schaumkraut, Wiesen-Storchschnabel, Wildes Silberblatt, Zaun-Wicke und Zwiebel-Zahnwurz.

## Schutzzweck
Das NSG soll den Bach und die Aue mit seinem Arteninventar schützen. Wie bei allen Naturschutzgebieten in Deutschland wurde in der Schutzausweisung darauf hingewiesen, dass das Gebiet „wegen der Seltenheit, besonderen Eigenart und Schönheit des Gebietes“ zum Naturschutzgebiet erklärt wurde.